# Anna Willess Williams
Anna Willess Williams, née en 1857 et morte le 17 avril 1926 était une enseignante et un écrivain philosophique, surtout connue comme le modèle du dollar en argent de George T. Morgan, populairement connu sous le nom de dollar Morgan.

## Dollar Morgan

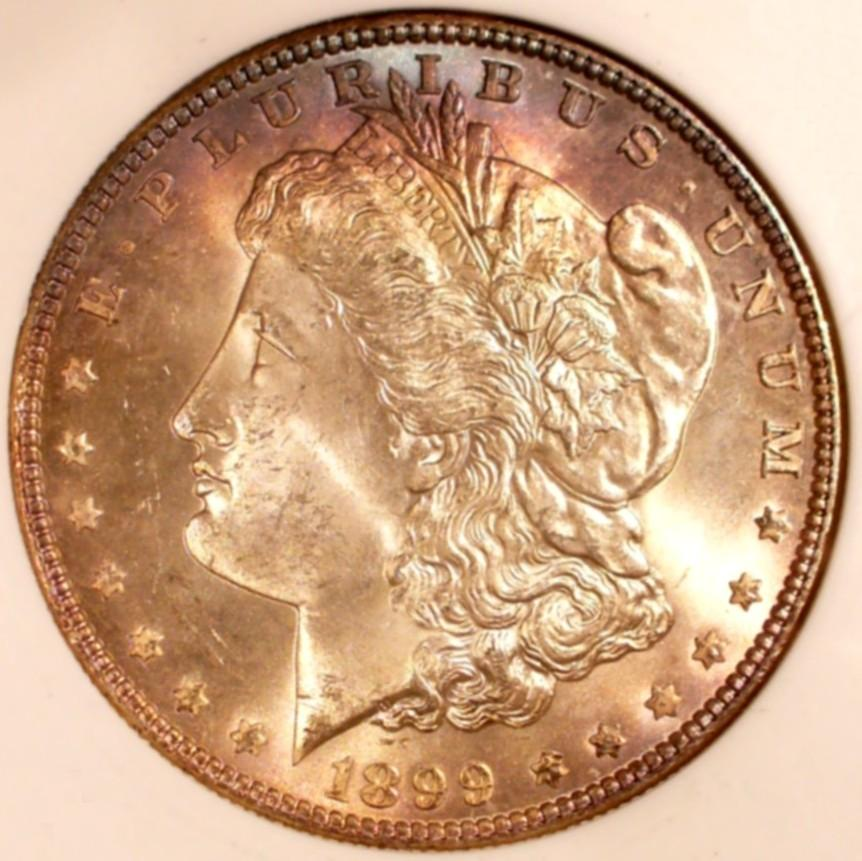
Pièce de 1 dollar américain Morgan de 1899

En 1876, George T. Morgan a commencé à créer une série de nouveaux modèles de pièces à la demande du directeur de la Monnaie, le Dr Henry R. Linderman. Morgan choisit d'utiliser le profil d'une jeune fille américaine pour représenter la déesse de la liberté au lieu de créer simplement une figure imaginaire pour l'avers de son nouveau dessin. Après avoir rejeté plusieurs candidates possibles, l'ami de Morgan, l'artiste Thomas Eakins, lui a recommandé Anna Williams de Philadelphie. Eakins connaissait Williams par l'intermédiaire de son père, Henry Williams, et elle avait posé pour plusieurs tableaux d'Eakins.
Williams s'est assise à contrecœur pour cinq séances de modelage avec Morgan en novembre 1876, après avoir été convaincue par des amis. Morgan fut impressionné par son profil, déclarant que c'était le plus parfait qu'il ait vu en Angleterre ou en Amérique. Le dollar en argent à son effigie a été frappé pour la première fois le 11 mars 1878. La condition pour qu'elle pose pour Morgan était que son identité soit gardée secrète, mais le sujet du portrait a été révélé comme étant Williams peu après la sortie du dollar. Elle était troublée par sa célébrité nouvellement acquise, recevant des milliers de lettres et de visites à son domicile et sur son lieu de travail. Elle préférait ne pas parler de son travail de modèle pour Morgan, le considérant comme un « incident de jeunesse »,.

## Vie privée
Bien qu'on lui ait proposé des emplois d'actrice, Williams a travaillé comme enseignante jusqu'à sa retraite en 1924. Elle a quitté son poste de directrice d'une école de réfugiés pour filles pour devenir professeur de philosophie en maternelle dans une école normale pour filles. Bien qu'elle ait été fiancée à un prétendant inconnu, Williams est morte, célibataire, le 17 avril 1926,.

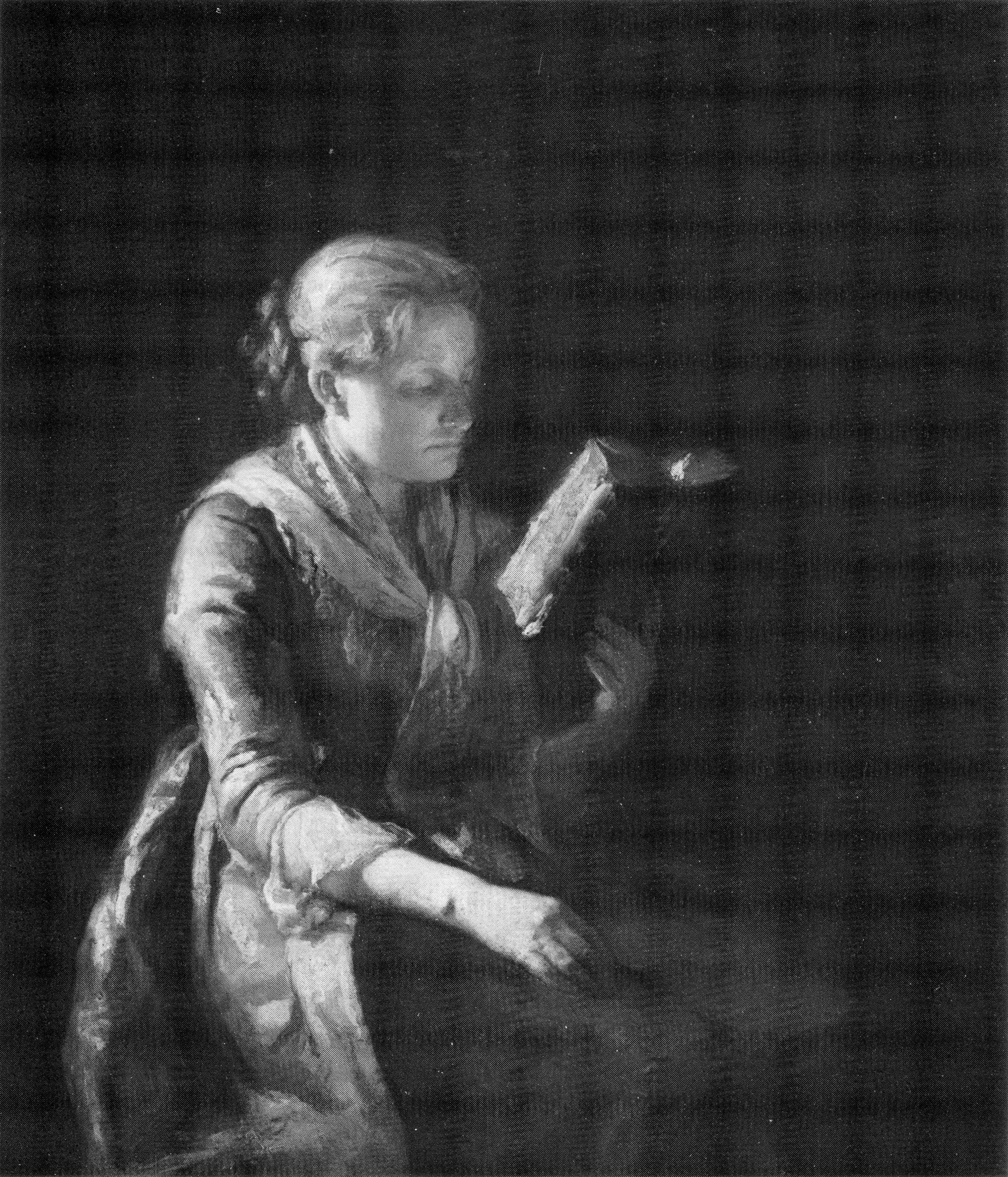
Portrait d'Anna Williams (c.1878) par Thomas Eakins, collection privée
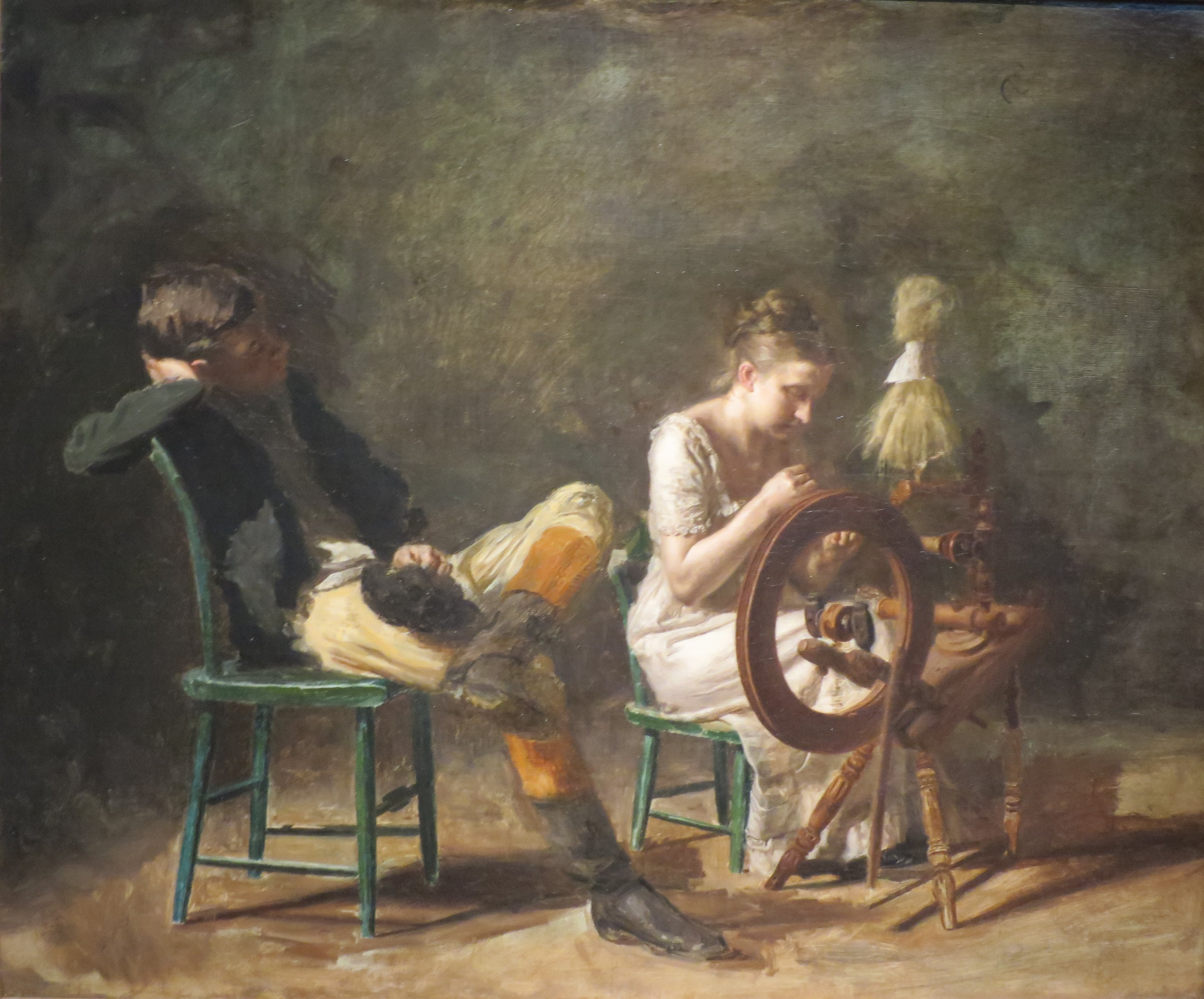
The Courtship (1878) par Thomas Eakins au Worcester Art Museum